# Frente Común
El Frente Común (en francés: Front Commun) fue una coalición política existente en Burundi a principios de la década de 1960.

## Historia
El Frente Común se estableció en 1960 como una alianza entre el Partido del Pueblo (PP), el Partido Demócrata Cristiano (PDC), el Partido Democrático y Rural (PDR), el Partido de Emancipación del Pueblo (PEP), la Voz del Pueblo Murundi (VPM) y varios otros partidos más pequeños, los cuales tenían como objetivo común enfrentar la creciente influencia del partido político Unión para el Progreso Nacional (UPRONA); dentro de esta coalición predominaba el PDC. Mientras el PDC y el Frente Común defendían un proyecto moderado de transición hacia la Independencia de Burundi, centrando más su programa de gobierno en la reforma socioeconómica, la UPRONA exigía la independencia inmediata e incondicional del país.
Con base en los resultados de las elecciones locales de 1960, el Frente Común asignó ocho de los diez delegados a una conferencia en Ostende, Bélgica, en enero de 1961, y la UPRONA proporcionó los otros dos.
En las elecciones generales de septiembre de 1961, la alianza obtuvo seis escaños, de los cuales el PP obtuvo cuatro y el PDC los restantes dos, pero fue duramente derrotada por la UPRONA, que obtuvo 58 escaños.
El PP participó solo en las elecciones generales de 1965, obteniendo 10 escaños en la Asamblea Nacional y ninguno en el Senado, mientras que la UPRONA obtuvo 21 escaños en la Asamblea Nacional y 12 en el Senado.

## Resultados electorales

### Elecciones legislativas
| Comicios | Cabeza de lista            | Votos   | %      | Escaños | Gobierno  |
| -------- | -------------------------- | ------- | ------ | ------- | --------- |
| 1961     | Jean-Baptiste Ntidendereza | 138 406 | 17,86% | 6/64    | Oposición |